# Sporisorium ovarium
Sporisorium ovarium är en svampart som först beskrevs av Griffiths, och fick sitt nu gällande namn av Vánky 1997. Sporisorium ovarium ingår i släktet Sporisorium och familjen Ustilaginaceae.   Inga underarter finns listade i Catalogue of Life.